# Distrito de Nienburg-Weser
El Distrito de Nienburg-Weser (en alemán: Landkreis Nienburg/Weser) es un distrito (Landkreis) ubicado en la parte central del estado federal de Baja Sajonia (Alemania), en la Región del Weser Central. El distrito limita al oeste con el distrito de Diepholz, al norte con el distrito de Verden, al este con el distrito de Heide y la Región de Hannover y al sur con Schaumburg así como el distrito de Minden-Lübbecke perteneciente al estado federal de Renania del Norte-Westfalia.

## Industria
En la ciudad de Nienburg se encuentran diversas industrias de alimentación animal así como industria de manipulación de cristal, así como de la industria química.

## Composición del distrito
Los habitantes mostrados para cada uno de los municipios corresponden a la encuesta realizada el 30 de junio de 2005:

### Unión de municipios
1. Nienburg/Weser, Stadt, Selbständige Gemeinde (32.743)
2. Rehburg-Loccum, Stadt [Sitz: Rehburg] (10.953)
3. Steyerberg, Flecken (5.361)
4. Stolzenau (7.511)

### Samtgemeinden
| - 1. Samtgemeinde Eystrup (6.474) 1. Eystrup * (3.476) 2. Gandesbergen (499) 3. Hämelhausen (598) 4. Hassel (1.901) - 2. Samtgemeinde Grafschaft Hoya (11.243) 1. Bücken, (2.301) 2. Hilgermissen (2.182) 3. Hoya, Stadt * (3.889) 4. Hoyerhagen (1.185) 5. Schweringen (857) 6. Warpe (829) - 3. Samtgemeinde Heemsen (6.154) 1. Drakenburg (1.735) 2. Haßbergen (1.562) 3. Heemsen (1.770) 4. Rohrsen * (1.087) | - 4. Samtgemeinde Landesbergen (9.004) 1. Estorf (1.787) 2. Husum (2.295) 3. Landesbergen * (3.103) 4. Leese (1.819) - 5. Samtgemeinde Liebenau (6.349) 1. Binnen (1.066) 2. Liebenau, Flecken * (3.960) 3. Pennigsehl (1.323) - 6. Samtgemeinde Marklohe (8.509) 1. Balge (1.863) 2. Marklohe * (4.459) 3. Wietzen (2.187) | - 7. Samtgemeinde Steimbke (7.892) 1. Linsburg (987) 2. Rodewald (2.725) 3. Steimbke * (2.739) 4. Stöckse (1.441) - 8. Samtgemeinde Uchte (15.578) 1. Diepenau, Flecken (4.215) 2. Raddestorf (2.091) 3. Uchte * (5.698) 4. Warmsen (3.574) |